# La Belle et la Bête (chanson)
Pour les articles homonymes, voir La Belle et la Bête.
Singles de Indochine
Le chant des cygnes
(2024) L'amour fou
(2025)
La Belle et la Bête est une chanson du groupe de rock français Indochine sortie le 6 décembre 2024, en tant que deuxième single de leur quatorzième album Babel Babel.

## Composition et enregistrement
La chanson est composée par Nicola Sirkis et Olivier Gérard et écrite par Nicola Sirkis.
Pour ce morceau, le groupe opère un virage avec des sonorités reggae et électro, sur le thème de la guerre froide évoquant ainsi Henry Kissinger.

## Clip vidéo
Publié le même jour que le single, le clip, réalisé par Nicola Sirkis, met en avant les membres du groupe devant un ballet en face d'une foule.